# Daniel Sarmiento
Daniel Sarmiento Melián (født 25. august 1983 i Las Palmas) er en spansk tidligere håndboldspiller, som senest spillede for Wisła Płock, og i en årrække spillede på Spaniens landshold.
Sarmiento var med til en række slutrunder og med til at vinde flere medaljer med sit landshold. Han var med ved OL 2012 i London, hvor Spanien blev nummer syv, og første medalje kom, da Spanien blev verdensmestre på hjemmebane i 2013. Året efter var han med til at vinde EM-bronze, som i 2018 blev forbedret til guld. I 2020 genvandt spanierne EM-guldet, og i 2021 hentede de VM-bronze. Ved OL 2020 i Tokyo (afholdt i 2021) var han med til at vinde bronze, da holdet efter nederlag i semifinalen til Danmark vandt kampen om tredjepladsen mod Egypten, inden han som sin sidste bedrift med landsholdet i 2022 var med til at vinde EM-sølv.